# La Question du latin
La Question du latin est une nouvelle de Guy de Maupassant, parue en 1886.

## Historique
La Question du latin est initialement publiée dans le quotidien Le Gaulois  du 2 septembre 1886.
En 1885 la publication d'un essais de Raoul Frary, La question du latin, déclenche une intense controverse sur l’hégémonie  du latin dans l'enseignement. C'est à cette controverse que Maupassant fait allusion au début de la nouvelle (« Cette question du latin, dont on nous abrutit depuis quelque temps…» ).

## Résumé
Un répétiteur de latin est poussé par plaisanterie à épouser une ouvrière : ils achètent une épicerie plus rentable finalement que les cours de latin.
Le père Piquedent est pion à l’institution Robineau. Frustré et las de son existence monotone, il rêve à une vie plus douce. Un jour, ce passionné de belles lettres exige des élèves qu’ils ne lui répondent plus qu’en latin, et ainsi, il permet à l’institution de remporter, chaque année, haut la main, tous les concours de la région. Monsieur Raoul, alléché par la réputation de l’école, décide de placer son fils à l’institution, et lui fait donner cours par le père Piquedent, à raison de deux fois par semaine. Mais, au lieu de lui enseigner le latin, le pion fait du jeune homme son confident.

## Éditions
- 1885 -  La Question du latin, dans Le Gaulois
- 1900 -  La Question du latin, dans Le Colporteur, recueil de nouvelles (posthume) chez l'éditeur Ollendorff.
- 1979 -  La Question du latin, dans Maupassant, Contes et Nouvelles, tome II, texte établi et annoté par Louis Forestier, éditions Gallimard, Bibliothèque de la Pléiade.

## Lire
- Lien vers la version de  La Question du latin dans Contes divers,